# 288

## Decese
- dată necunoscută: Mociu din Amfipol  (n. ?)